# Szabó Zoltán (labdarúgó, 1972)
Szabó Zoltán (szerbül: Золтан Сабо, Zombor, 1972. május 26. – Kamanc, 2020. december 15.) szerb-magyar kettős állampolgárságú labdarúgó, edző.

## Pályafutása

### Játékosként
Pályafutását a Jedinstvo Svetozar Miletić csapatának utánpótlásában kezdte, majd innen került a zombori Radničkiba, szülővárosának csapatába. A jugoszláv élvonalban a Hajduk Kula játékosaként mutatkozott be az 1991–1992-es szezonban. Ezt követően négy idényt töltött a vajdasági Vojvodinában, onnan pedig a belgrádi Partizanhoz igazolt. Ott szintén négy szezont töltött el, ez idő alatt kétszer nyert bajnoki címet a csapattal.
2000-ben a dél-koreai élvonalba szerződött, ahol a Szuvon Samsung Bluewings játékosaként két alkalommal is megnyerte az ázsiai Bajnokok Ligáját. 2002-ben eltöltött egy szezont a japán Avispa Fukuoka csapatában is. Magyarországon 2003-ban futballozott, amikor a Zalaegerszeg színeiben tizenkét alkalommal lépett pályára az NB I-ben. A 2003–2004-es szezonban Ciprusi Kupa-győztes volt a Lárnakasszal, majd visszatért szülőhazájába, ahol visszavonulásáig a Mladost Apatinban és a Cement Beočinban játszott.

### Edzőként
Edzői pályafutása elején Szivics Tomiszlav pályaedzője volt Kecskeméten, majd a Radničkinál lett vezetőedző. 2011 decemberétől a Hajduk Kula edzője lett. Az ezt követő években Zlatomir Zagorčić segédedzője volt, dolgoztak együtt a Vojvodinánál és a bolgár Litex Lovecsnél is. 2016 januárjában  az újvidéki Proleter edzője lett, majd júniusban átvette a Jagodina irányítását, igaz rövid időn belül visszatért Újvidékre. 2017-ben a Topolyai SC élére nevezték ki. A csapattal a 2018–2019-es szezon végén története során először feljutott a szerb élvonalba, majd a következő idényt a negyedik helyen zárta együttesével, amellyel az Európa-liga selejtezőjében is szerepelhetett.

## Halála
2020. december 15-én, 48 éves korában hunyt el szívinfarktus következtében.

## Sikerei, díjai
Partizan
- Jugoszláv bajnok: 1996–97, 1998–99
- Jugoszláv Kupa-győztes: 1997–98

Szuvon Samsung Bluewings
- Ázsiai Bajnokok Ligája-győztes: 2000–01, 2001–02
- Ázsiai Szuperkupa-győztes: 2001
- Dél-Koreai Ligakupa-győztes: 2000, 2001
- Dél-Koreai Szuperkupa-győztes: 2000

AÉK Lárnakasz
- Ciprusi Kupa-győztes: 2003–04

## Statisztika

### Edzőként
| Radnički Sombor   | 2010 július     | 2011 december   | 53  | 17 | 16 | 20 | 32,8%  |
| Hajduk Kula       | 2011 december   | 2012 május      | 15  | 4  | 3  | 8  | 26,67% |
| Proleter Novi Sad | 2016 január     | 2016 június     | 15  | 4  | 6  | 5  | 26,67% |
| Jagodina          | 2016 július     | 2016 szeptember | 7   | 3  | 2  | 2  | 42,86% |
| Proleter Novi Sad | 2016 szeptember | 2017 június     | 23  | 8  | 6  | 9  | 34,78% |
| Topolyai SC       | 2018 augusztus  | 2020 december   | 89  | 53 | 21 | 15 | 59,55% |
| Összesítve        | Összesítve      | Összesítve      | 202 | 89 | 54 | 59 | 44,60% |